# Superstar Ping Pong
Superstar Ping Pong (scritto anche Superstar Ping-Pong a video) è un videogioco di tennistavolo pubblicato nel 1986 per Commodore 64 da Mindscape e realizzato da SportTime, un marchio del produttore californiano DesignStar Consultants Inc. In Europa fu importato dalla U.S. Gold, indicando SilverTime come marchio originale. È simile al più noto arcade Ping Pong, uscito poco prima in versione Commodore 64, ma offre più opzioni di gioco.
Superstar Ping Pong diede inizio a una collana della SportTime/Mindscape comprendente anche Superstar Soccer, Superstar Ice Hockey e Superstar Indoor Sports, sebbene nelle edizioni europee titoli e copertine vennero differenziati. Indoor Sports del 1987, nella versione Commodore 64 su disco, include lo stesso Superstar Ping Pong come una delle discipline giocabili.

## Modalità di gioco
Il gioco simula il tennistavolo per un giocatore contro il computer, per due giocatori in competizione, o in demo tra due computer. Il tavolo è mostrato in prospettiva tridimensionale e i due contendenti appaiono solo come due racchette sospese in aria. Le regole sono quelle usate nel vero sport all'epoca: un set si vince ai 21 punti, con cambi di servizio ogni 5 punti. Le racchette si muovono in una dimensione lungo il proprio bordo del tavolo. L'angolazione laterale con cui si ribatte la pallina dipende dal ritardo o anticipo con cui si preme il pulsante per effettuare il colpo. Abbinando movimenti trasversali del joystick si effettuano schiacciate e backspin. 
A inizio partita una serie di menù permette di cambiare varie impostazioni. Il movimento della racchetta può essere automatico o manuale: in automatico il giocatore sceglie solo la posizione iniziale per i servizi, poi la racchetta si muove da sola per ricevere la pallina e si ha solo il compito di effettuare i colpi; in manuale tutti gli spostamenti sono compito del giocatore.
Si può scegliere tra tavolo disposto di lato, con la rete che taglia verticalmente lo schermo, oppure di fronte, con la rete che taglia orizzontalmente lo schermo. La modalità di lato però è disponibile solo per due giocatori e solo con controllo manuale.
Le capacità di entrambi i contendenti, anche quando controllati dal computer, possono essere regolate ridistribuendo 12-20 punti tra sei abilità: schiacciate, dritto, rovescio, tempo di reazione, velocità e resistenza. Tra le altre opzioni disponibili ci sono i colori delle racchette e tre possibili velocità di gioco.